# Netizen
Netizen (seltener: Netcitizen) ist eine Bezeichnung für „Bewohner“ des Internets und setzt sich aus den englischen Begriffen „net“ als Kurzform für Internet und „citizen“ (Bürger) zusammen. Zunehmend wird auch der eingedeutschte Begriff Netzbürger verwendet. Der Begriff wird vor allem für hoch-engagierte Mitglieder des Internets verwendet, die diesen neuen Raum zu einer intellektuellen und sozialen Ressource aller machen und das Internet verbessern – zum Beispiel in Hinblick auf Open Access, Netzneutralität und freie Meinungsäußerung.

„Meine anfängliche Forschung befasste sich mit den Ursprüngen und der Entwicklung der globalen Diskussionsplattform Usenet. Für meinen zweiten Artikel wollte ich das größere Internet, was es ist und seine Bedeutsamkeit erforschen. Das war der Punkt, an dem meine Forschung die übrigen Details enthüllte, die mir halfen, die Entstehung von Netizens zu erkennen. Es gibt online Leute, die aktiv zur Entwicklung des Internets beitragen. Diese Leute verstehen den Wert kollektiver Arbeit und den gemeinschaftlichen Aspekt öffentlicher Kommunikationen. Dies sind die Leute, die Themen in einer konstruktiven Weise diskutieren und debattieren, die Antworten an Leute mailen und Neulingen Hilfe geben, die FAQ-Dateien und andere öffentliche Informationsquellen pflegen, die Mailinglisten pflegen und so weiter. Dies sind die Leute, die die Natur und Rolle dieses neuen Kommunikationsmediums diskutieren. Dies sind die Leute, die als Bürger des Internets, wie ich realisierte, Netizens sind.“

## Entstehung und Verbreitung
Der Begriff geht auf Michael Hauben zurück, der damit das verantwortungsvolle Mitwirken im gesellschaftlichen Raum des Internets verband.
Im asiatischen Raum ist der Begriff insbesondere in der Blogosphäre sehr verbreitet. Er drückt das Selbstverständnis von Internetnutzern als Mitglied einer weltweiten Gemeinde aus, die sich in einem gewissen Maße selbst reguliert und ihr eigenes Regelwerk vergibt. Eine Form davon ist beispielsweise die Netiquette.

## Netizen Prize der Reporter ohne Grenzen
Die international tätige Nichtregierungsorganisation Reporter ohne Grenzen vergibt jährlich eine „Netizen“-Auszeichnung, die einen Internetnutzer, Blogger, Cyber-dissident oder eine Gruppe würdigt, die geholfen hat, die freie Meinungsäußerung im Internet zu verteidigen.